# سو مونك كيد
سو مونك كيد (بالإنجليزية: Sue Monk Kidd)‏ (12 أغسطس 1948، سيلفستر في الولايات المتحدة)؛ كاتِبة وروائية أمريكية. درست في جامعة إيموري.

## روابط خارجية
- سو مونك كيد على موقع IMDb (الإنجليزية)
- سو مونك كيد على موقع قاعدة بيانات الفيلم (الإنجليزية)